# 成人年龄

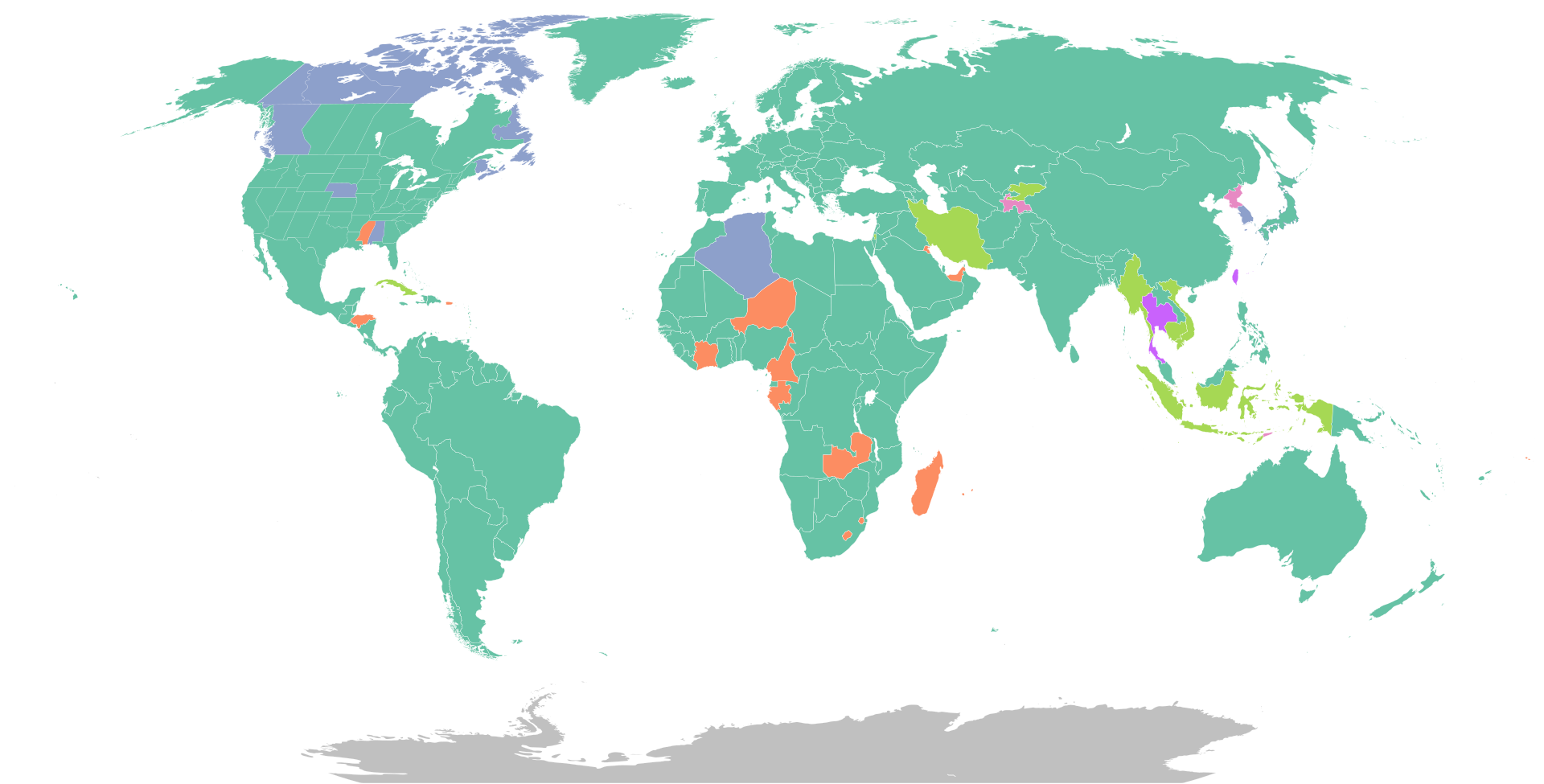
成人年龄（2022）：
21
20
19
18*
17
16*苏格兰的成人年龄是16岁，但是在英国其他地区是18岁

成人年龄是属于在法律内，一种为了与成年人与未成年人之间分清楚界限的其中一种定义。这是从按时间顺序排列来说，当未成年人到达了不再具有法律条文被认定为是儿童，并承担了他们的人、行动和决策实施控制，从而终止父母或监护人监护未成年人而受法律控制的责任。有很多国家把法定年龄都定义在18岁的年龄阶段。其中，“法定年龄”的“法定”二字指的是满足或超过该周岁的年龄，与未成年人是一个相对的概念。但在某些国家内的部分法律，可能不会使用“法定年龄”此术语来制定这样赐予成年人与未成年人年龄地段的法律地位。其中，法定年龄是固定的观念和准则，然而这一个观念不一定代表一个人的真实心理会导致成熟。虽然一个人到达合法年龄时，能享受任何权利或义务，但这些权利或义务也受到一定程度的法律限制（不是无政府状态）。例如参选什么高等职位的权利，都是有设定年龄的限制。

## 扩展理解
法定年龄很容易被“合法年龄”这个东西混淆。虽然两者都是属于成年人与非成年人的门槛区分，但在广泛含义来说，“法定年龄”此词语更有绝对程度上的含义。在法律术语上说，“合法”就是代表“证明”的含义，而且它可以牵涉一个法定强制性执行的权利和特权。但合法年龄指的是当其中一个人达到指定年龄时，在有合法证明的情况下，可以从政府中获取合法的权利去做一些东西。而法定年龄指的是一种合法认识一个人从未成年人成长为成年人的階段。

法定年龄只是单独属于控制一个人获取自由、行动和决定的权利。包括家长或监护人，在过孩子的人（一般事务代替父母的人）也有权利终止相关的控制法律责任。

几乎所有的司法权都是自动地授予在已结婚的人脱离未成年人的权利，但从大多数来说，在现役武装部队的一部分未成年人都是有脱离未成年人的权利。

## 法定年龄的不同国家定义

### 15
- 印度尼西亞（只限制在女性范围内）[4]
- 伊拉克
- 伊朗 [5]

### 16
- 緬甸
- 玻利维亚 （投票必須年滿18歲）
- 古巴[6][7]
- 厄立特里亚
- 幾內亞比索共和國 （投票參選必須年滿18周歲）
- 吉尔吉斯斯坦[8]
- 大不列顛暨北愛爾蘭聯合王國（英國）
  -  蘇格蘭 （法定行為能力年齡。在蘇格蘭法律內，過了16周歲但未到直到18周歲者去與公司簽訂工作合同時，也会被視為“非法簽訂合同”。這種試行法案在會審核成年人是否簽訂過這樣的工作合同）[9]
- 烏茲別克[10]
- 柬埔寨
- 越南

### 17
- 塔吉克[11]
- 直布罗陀[12]
- 东帝汶

### 18
- 阿尔巴尼亚[13]
- 阿富汗
- 美属萨摩亚[14]
- 安道爾[15]
- 奥地利[16]
- 阿根廷[17]
- 安哥拉
- 澳洲[18]
- 巴哈馬[19]
- 孟加拉
- 巴巴多斯[20]
- 白俄羅斯[21]
- 比利時
- 不丹
- 波斯尼亚和黑塞哥维那[22] （如果16歲結了婚的話，也會被視為成年人）[23]
- 英國皇家領地
  -  曼島[24]
  -  澤西島[25]
  -  根西岛[26]
- 巴西 （如果是≥16歲的人在結婚後可以通過批准成為公務員，由畢業大學生或在經濟上來維持獨立）
- 文莱
- 保加利亞
- 布隆迪
- 柬埔寨[27][28]
- 喀麦隆
- 加拿大[29]
  -  阿尔伯塔省
  -  曼尼托巴省
  -  安大略省
  -  爱德华王子岛
  -  魁北克省
  -  萨斯喀彻温省
- 智利
- 中国大陆[30]：刑事责任能力的成人年龄为16周岁；民事行为能力的成人年龄为18周岁，但全职就业的年满16周岁的人也具有完全民事行为能力。法定结婚年龄女20周岁，男22周岁。
- 哥斯达黎加
- 哥倫比亞
- 科特迪瓦
- 克羅埃西亞 （如果一個人到達了16周歲且結婚後成家立業者——必須要通過未成年人的父母事先聽證並由社會關懷中心的批覆意見才能決定成年人與未成年人與否。）
- 賽普勒斯
- 捷克 （年滿16周歲且已結婚者將會被視為成年人）
- 丹麥 （包括法羅群島和格陵蘭）[31]
- 吉布提[32]
- 多米尼克
- 多米尼加共和国[33]
- 厄瓜多尔
- 薩爾瓦多[34]
- 斐濟
- 芬蘭[35]
- 法國
- 加蓬
- 德國
- 格鲁吉亚
- 加納
- 希臘
- 危地马拉
- 几内亚
- 圭亚那
- 海地
- 香港
- 澳門
- 匈牙利
- 冰島
- 印度[36]
- 印度尼西亚[4]
- 伊朗[37][38]
- 愛爾蘭 （包括結婚年龄）[39]
- 以色列
- 意大利
- 牙买加
- 日本（喝酒、吸煙、購買公營賭博項目、驾驶大型车辆等一部分行為仍須滿20歲才能進行）[40]
- 肯尼亚
- 老挝
- 拉脱维亚
- 黎巴嫩
- 列支敦士登
- 立陶宛
- 马其顿
- 马拉维[41]
- 馬來西亞（拿驾驶证在16岁）
- 马耳他
- 毛里塔尼亚
- 毛里求斯
- 墨西哥
- 摩尔多瓦
- 摩纳哥
- 蒙古國
- 黑山
- 尼泊爾
- 荷蘭
- 挪威
- 阿曼[42]
- 巴基斯坦
- 巴勒斯坦
- 巴拿馬
- 巴拉圭
- 秘魯
- 菲律賓[43]
- 波蘭[44]（女性的結婚年龄可提早至16歲，但任何人接受投票的必須要年滿18周歲）
- 葡萄牙 (minors are emancipated upon marriage - art.º 132.º Portuguese Civil Code)
- 卡塔尔
- 罗马尼亚 ("羅馬尼亞的法定年齡（英语：Minimum legal ages in Romania）")
- 俄羅斯 （如果未成年人結了婚或有簽訂勞動合同或正在從事經營活動者，將會被視為成年人）[45]
- 卢旺达
- 圣基茨和尼维斯[46]
- 沙特阿拉伯[47]
- 塞尔维亚
- 塞舌尔
- 斯洛伐克 （如果一個人到達了16周歲且結婚後成家立業者——必須要在未成年人的父母事先約定的情況下才能通過）
- 斯洛文尼亚
- 南非
- 西班牙
- 斯里蘭卡[48]
- 蘇丹[49]
- 瑞典[50]
- 瑞士[51]
- 敘利亞
- 中華民國（刑法和民法年齡，另投票權需滿20歲。）
- 坦桑尼亚
- 特立尼达和多巴哥
- 土耳其[52]
- 烏克蘭[53]
- 大不列顛暨北愛爾蘭聯合王國（英國）
  -  英格蘭
  -  威爾斯
  -  蘇格蘭
  -  北愛爾蘭[54][55]
- 美國，[56] （除阿拉巴马州 （法定年龄19岁）、[57] 内布拉斯加州 （结婚年龄最低19岁）[58] 波多黎各 （法定年齡21歲）[59] 和密西西比州（結婚年齡最低21歲）以外）
- 烏拉圭
- 委内瑞拉
- 葉門
- 辛巴威

### 19
- 阿尔及利亚[60]
- 博茨瓦纳[41]
- 加拿大[29]
  -  不列颠哥伦比亚省
  -  新不伦瑞克省
  -  纽芬兰和拉布拉多省
  -  西北地区
  -  新斯科舍省
  -  努纳武特地区
  -  育空地区
- 大韓民國（南韓）[61]（服兵役、就业、拿驾驶执照的是在19歲。赌博、購買菸酒、投票权是在21歲）
- 美国
  -  阿拉巴马州[57]
  -  内布拉斯加州 （或婚姻年齡）[58]

### 20
- 纽西兰[62]（虽然纽西兰当地国家法律规定20岁是成年人年龄，也是進入賭場的最低年龄，但与在其他国家大多数成年人的年龄授予最多权利的其中一个国家。例如在没有得到父母许可的情况下就结婚，到酒吧買酒、買彩票、订立具有约束力的劳动合同，投票和选举权的都是定义在18岁。[63] 在16歲已可考學習性駕照筆試，16.5歲考限制性駕照路試，18歲拿正式駕照）
- 泰國
- 突尼斯[64]

### 21
- 阿塞拜疆[65]

- 巴林[12]
- 乍得
- 埃及[12]
- 洪都拉斯[12]
- 科威特
- 莱索托[12]
- 马达加斯加[66]
- 纳米比亚[12]
- 新加坡 （仅限于进入赌场、选举和结婚的最低年龄）
- 美国
  -  密西西比州[67]
  -  波多黎各
- 史瓦帝尼[12]
- 阿联酋
- 赞比亚[41]